# Mituchovské
Mituchovské este o arie protejată (arie specială de conservare — SAC, sit de importanță comunitară — SCI) din Slovacia întinsă pe o suprafață de 1,47 ha, integral pe uscat.

## Localizare
Centrul sitului Mituchovské este situat la coordonatele 48°56′48″N 17°58′24″E / 48.946667°N 17.973333°E.

## Înființare
Situl Mituchovské a fost declarat sit de importanță comunitară în octombrie 2011 pentru a proteja 16 specii de animale. Situl a fost protejat și ca arie specială de conservare în august 2011.

## Biodiversitate
Situată în ecoregiunea alpină, aria protejată conține 6 habitate naturale: Pajiști uscate seminaturale și facies de acoperire cu tufișuri pe substraturi calcaroase (Festuco-Brometalia) (* situri importante pentru orhidee), Izvoare petrifiante cu formare de travertin (Cratoneurion), Fânețe de joasă altitudine (Alopecurus pratensis, Sanguisorba officinalis), Liziere de ierburi înalte hidrofile de câmpie și de nivel montan până la alpin, Mlaștini alcaline, Pajiști uscate seminaturale și facies de acoperire cu tufișuri pe substraturi calcaroase (Festuco-Brometalia) (* situri importante pentru orhidee).
La baza desemnării sitului se află mai multe specii protejate:
- păsări (13): cânepar (Carduelis cannabina), cristeiul de câmp (Crex crex), cuc (Cuculus canorus), presură galbenă (Emberiza citrinella), cinteză (Fringilla coelebs), frunzăriță galbenă (Hippolais icterina), pitulice de munte (Phylloscopus collybita), coțofană (Pica pica), mărăcinar (Saxicola rubetra), țiclete (Sitta europaea), turturică (Streptopelia turtur), silvie cu cap negru (Sylvia atricapilla), sturz-cântător (Turdus philomelos)
- amfibieni (1): izvoraș-cu-burta-galbenă (Bombina variegata)
- nevertebrate (2): Euplagia quadripunctaria, Vertigo moulinsiana

Pe lângă speciile protejate, pe teritoriul sitului au mai fost identificate 6 specii de plante.